# Anoncus brachypus
Anoncus brachypus är en stekelart som först beskrevs av Thomson 1894.  Anoncus brachypus ingår i släktet Anoncus och familjen brokparasitsteklar. Arten är reproducerande i Sverige. Inga underarter finns listade i Catalogue of Life.